# Loch Fiag
Loch Fiag ist ein Süßwassersee in der traditionellen Grafschaft Sutherland in der schottischen Council Area Highland. In einer äußerst dünnbesiedelten Gegend gelegen, sind die Ufer Loch Fiags nicht besiedelt und auch in der näheren Umgebung befinden sich allenfalls Weiler.

## Beschreibung
Der langgezogene, schmale See liegt auf einer Höhe von 198 Metern über dem Meeresspiegel. Loch Fiag weist eine Länge von 2,4 Kilometern bei einer maximalen Breite von 1,1 Kilometern auf, woraus sich ein Umfang von acht Kilometern ergibt. Insbesondere am Nordufer münden mehrere Bäche ein, von denen der aus dem nordwestlich gelegenen Loch a’ Ghorm-choire abfließende Allt an Tireidh der größte ist. Die Bäche speisen das Seevolumen von 11.550.683 Kubikmetern. Das Einzugsgebiet von Loch Fiag beträgt 30,6 Quadratkilometer. Der See besitzt eine durchschnittliche Tiefe von 7,9 Metern und eine maximale Tiefe von 21,6 Metern.
Am Südufer fließt der acht Kilometer lange Fiag ab, der in den Loch Shin mündet und aus diesem über den Shin in den Dornoch Firth abfließt.
Am Nordufer ragt der 873 Meter hohe Ben Hee auf, dessen Westflanke zum Loch Merkland abfällt.